# Reality Bites
Reality Bites er en amerikansk romantisk-komediefilm fra 1994, skrevet af Helen Childress og instrueret af Ben Stiller. I hovedrollerne ses Winona Ryder, Ethan Hawke og Stiller, med biroller spillet af Janeane Garofalo and Steve Zahn.
I årene siden den første udgivelse af filmen har den opnået kultstatus og er blevet udpeget som en af de film, der fangede zeitgeisten fra begyndelsen af 1990'ernes grunge-scene blandt unge i 20'erne, samtidig med at man gør opmærksom på forskellige problemer, der plagede unge amerikanere på det tidspunkt.

## Handling
Da Lelaina tager eksamen fra college opdager hun hurtigt at ikke er så let at få et job i arbejdsmarkedet. Følelsesmæssigt er hun forbundet til både bohemiske Troy og yuppien Michael. Lelaina har indspillet en video om sine venner Troy, Vickie og Sam og Michael som Michael vil have at tv-selskabet han arbejder for skal vise filmen.

## Rolliste (udvalgt)
- Winona Ryder - Lelaina Pierce
- Ethan Hawke - Troy
- Ben Stiller - Michael
- Janeane Garofalo - Vickie
- Steve Zahn - Sam
- Renée Zellweger - Tami
- John Mahoney - Grant Gubler

## Soundtrack
1. My Sharona - The Knack
2. Spin The Bottle - Juliana Hatfield Three
3. Bed Of Roses - The Indians
4. When You Come Back To Me - World Party
5. Going, Going, Gone - The Posies
6. Stay (I Missed You) - Lisa Loeb
7. All I Want Is You - U2
8. Locked Out - Crowded House
9. Spinning Around Over - Lenny Kravitz
10. I'm Nuthin' - Ethan Hawke
11. Turnip Farm - Dinosaur Jr.
12. Revival - Me Phi Me
13. Tempted - Squeeze
14. Baby, I Love Your Way - Big Mountain
15. Stay (I Missed You) (Living Room mix) - Lisa Loeb
16. Add It Up - Ethan Hawke (Violent Femmes cover)
17. Confusion - New Order
18. Disco Inferno - The Trammps
19. Give a Man a Fish - Arrested Development
20. Fools Like Me - Lisa Loeb